# Dysschema guaranitica
Dysschema guaranitica är en fjärilsart som beskrevs av Jorgensen 1932. Dysschema guaranitica ingår i släktet Dysschema och familjen björnspinnare. Inga underarter finns listade i Catalogue of Life.